# Минчо Куприянов
Минчо Куприянов е български поет.

## Биография
Роден е на 15 септември 1939 г. в село Вързулица. Завършва Педагогическо училище в Плевен, а след това завършва физика в Софийския университет.
Работил е като учител по физика и математика, асистент по физика, аеролог на летищен център и журналист в областен вестник.
Започва да пише стихове в ученическите си години. Първото му публикувано стихотворение е „Пагони“, във вестник „Българска армия“ през 1960 г. Носител е на първа награда от националния поетичен конкурс „Яворов и ние“, проведен в гр. Поморие през 1984 г. Животът и поезията му е свързана с Трявна и Плачковци, където той се премества да живее през 80-те години поради здравословни проблеми.
Първата си книга Минчо Куприянов „Родени от ума и сърцето“, сборник с мисли и афоризми на велики хора, издава като студент, заедно с колегата си Димитър Янков.

## Издадени книги
- „Родени от ума и сърцето“ (сборник с мисли и афоризми на велики хора, в съавторство), 1968
- „До следващия дъжд“ / в сборника „Очна ставка“. София: издателство Профиздат, 1989
- „Осветени от дъжд“. Габрово: издателство Инграф, 1992
- „Лед върху стъклата“. Добрич: издателство Сагитариус, 1999
- „Панелен човек“. Плевен: издателство Зорница и Деница, 2002